# Hristo Iliev
Hristo Iliev detto Patrata (in bulgaro Христо Илиев "Патрата"?; Sofia, 11 maggio 1936 – 24 marzo 1974) è stato un calciatore bulgaro, di ruolo attaccante.